# الطيب بن كيران
الطيب بن كيران (1172هـ — 1227هـ = 1758م — 1812م) مفسر وفقيه مالكي من فقهاء فاس، وعلم من أعلام التصوف السني في المغرب.

## اسمه ونسبه
هو أبو عبد الله محمد الطيب بن عبد المجيد بن عبد السلام بن كيران. الفاسي داراً ومنشأً.

## مولده ونشأته
ولد بفاس سنة 1172هـ/1758م، من أسرة ابن كيران المشهورة بفاس، وكانت هذه المدينة تعج بالعلماء الأفذاذ، وكانت أسرته تقطن في عدوتي الأندلس والقرويين، ومنها التجار والعلماء والقضاة، وهي فروع عديدة، انتقل كثير من أفرادها منذ القديم، إلى مدن شتى. ترعرع ونشأ في أسرة اشتهرت بالعلم والصلاح والوجاهة، وقد كان والده من العلماء الربانيين، إذ حرص على تنشئة أبنائه على الخير وحب العلم والعلماء، وظهرت على الطيب بن كيران بوادر النبوغ والذكاء والاجتهاد منذ المراحل الأولى من حياته، وكان يتمتع بذاكرة قوية شهد له بها أقرانه، وفي زمن يسير حصل على علم كثير. ولما أنس منه شيوخه هذا النبوغ المبكر في التحصيل والإدراك بدأوا يقدمونه في المجالس، فكان يلقي دروسا في الحديث والفقه والعربية يشهدها جمع غفير من الطلبة، وهو إذ ذاك لم يبلغ حدود العشرين من عمره، فاستوجب حينذاك التصدير من أولي التحقيق والتحرير.

## شيوخه
أخذ الشيخ ابن كيران العلوم الشرعية واللغوية بفاس، فكان من جملة من أخذ عنهم:
- أبو عبد الله محمد بن قاسم جسوس (ت 1182هـ).
- أبو حفص عمر بن عبد الله بن يوسف بن العربي الفاسي الفهري (ت 1188هـ).
- أبو الحسن زين العابدين المدعو زيان بن هاشم العراقي الحسيني (ت 1194هـ).
- أبو عبد الله محمد بن الحسن بن مسعود البناني (ت 1194هـ).
- أبو محمد عبد الكريم بن علي الزهني اليزغي (ت 1199هـ).
- أبو عبد الله محمد التاودي بن الطالب بن علي بن سودة (ت 1209هـ).
- أبو محمد الفاسي عبد القادر بن أحمد بن العربي بن شقرون (ت 1219هـ).
- أبو عبد الله محمد بن عبد السلام الناصر الدرعي (ت 1239 هـ).

وقد أجازه جم غفير من العلماء نظرا لما رأوا فيه من النبوغ المبكر؛ ومن هؤلاء: الإمام زين العابدين بن هشام العراقي الحسيني، والمحدث أبو عبد الله محمد بن عبد السلام الناصري الدرعي، وأبو عبد الله محمد ابن سالم الحفناوي محقق الشافعية في الديار المصرية الذي كتب له إجازة مطلقة، وغيرهم كثير.

## تلاميذه
تفرد الشيخ في وقته بالجمع بين علمي المعقول والمنقول، والفروع والأصول، وله في العربية باع مديد، واشتغل بالتدريس في القرويين، ومن الفنون التي درّسها وأجاد فيها: التفسير، والمنطق، والتصوف، والنحو، والبلاغة، وعرف في أكثر هذه الفنون بالاجتهاد لا بالتقليد، لذلك تمتع باحترام كبير من طرف السلطان المولى سليمان الذي كان يستشيره في الكثير من المشكلات. وبعد أن ظهر نبوغه، وذاع صيته العلمي في كل مكان، رغب إليه الطلبة في التتلمذ عليه، والاستفادة منه، فانتفع به خلق كثير، وتخرج على يده عدد كبير، وأخذ عنه قوم لا يحصون، أبرزهم:
- ولده أبي بكر.
- والمولى سليمان الذي جمعته معه علاقة حميمية.
- والشيخ المجدد أحمد بن عجيبة.
- والشيخ حمدون بن الحاج.
- والشيخ عبد القادر الكوهن.
- وأبي عبد الله الزروالي.
- وأبي عبد الله ابن منصور.
- ومحمد التهامي ابن الحاج محمد البوري.
- ومحمد بن الحسن أقصبي.
- ومحمد المدني الغربي.
- ومحمد بن عبد الرحمن الفلالي.
- والعربي بن محمد الدمناتي.
- والقاضي مولاي عبد الهادي بن عبد الله العلوي.
- والوليد العراقي.

وغيرهم كثير.

## مؤلفاته

كتاب (الرؤية الصوفية عند الشيخ الطيب بن كيران) كتاب في قسمين القسم الأول: يسلط الضوء على الشيخ العلامة الطيب بن كيران فتناول سيرة حياته ومسيرته العلمية والنفس الصوفي في فكره وما امتاز به عن غيره من المشايخ. والقسم الثاني: تناول فيه المؤلف تحقيق كتاب الشيخ الطيب (عقد نفائس اللَّآل في تحريك الهمم العَوال إلى السُّمُو إلى مراتب الكمال).

كتاب (الشرح المطول على أرجوزة محمد الطيب ابن كيران في الحقيقة والمجاز) كتاب في البلاغة وشرح على أرجوزة ابن كيران في الحقيقة وال لمؤلفه محمد بن الحسن أقصبي الفاسي المتوفى سنة 1250 هـ، وهو كتاب قام بتحقيقه ودراسته الباحث والشاعر ورئيس جمعية أساتذة اللغة العربية بوزان الدكتور المعتمد الخراز.

ألف الشيخ ابن كيران في كل فنون المعرفة، ولم تقتصر مؤلفاته على فن واحد من فنون المعرفة الإنسانية، بل كل المجالات العلمية، قال الشيخ عبد القاهر الكوهن (ت 1254هـ) وهو أحد تلامذته النجباء: «يعرف أكثر الفنون على نهج الاجتهاد، وهو إن لم يجتهد بالفعل للقطع بانقطاعه فقد كاد، أما العلل فلا يقلد فيها ولا يرى النظر الإجمالي يكفيها». ومن آثاره:

### فيالتفسير
- تفسير من سورة النساء إلى غافر.
- تفسير طرف من البقرة.
- جواب على السيد حمدون بن الحاج في قوله تعالى: « فذلكن الذي لمتنني فيه» وهو نظم.
- مجموع من الرسائل التفسيرية.

### فيالحديث
- شرح العشرة الأخيرة من الأربعين النووية.
- تقييد في قوله صلى الله عليه وسلم: لا يدخل الجنة ولد زنى ولا ولد ولده.
- حكم لفظة: «قال» في سند الحديث.
- تقييد في حديث القراريط.

### فيالفقه
- تقييد على قول خليل في مختصره.
- تقييد في السترة نظما ونثرا.
- شرح الرسالة القيروانية.
- تقييد على المختصر الخليلي والقضاء في التطوع بموجبها.
- جواب على سؤال متعلق بزنا امرأة في عصمة زوجها.
- جواب على سؤال المولى سليمان حول نزع العمال أموال الناس وإخفائها في الزوايا وأكلها بالباطل.
- جواب في مسألتي كيفية رفع اليدين في الدعاء أدبار الصلوات.

### في اللغةوالأدب
- نظم بديع في المجاز والاستعارة.
- أرجوزة في الشرفاء القادريين.
- تقييد في حقيقة الهمزة المسهلة وحقيقة التسهيل.
- تقييد في حقائق النكرة واسم الجنس وعلمه والمفرد بلام الحقيقة.
- تقييد على تلخيص المفتاح.
- تقييد في مسألة نحوية بباب الاستثناء.
- تقييد في لو الشرطية.

### في العقيدةوالتوحيد
- شرح توحيد المرشد المعين.
- تقييد حول زيارة الأولياء والتوسل بهم.
- تقييد حول التعلق بالأنبياء والصالحين.
- تقييد تزاور أهل الجنة وتحسرهم.
- تقييد في قول الغزالي ليس في الإمكان أبدع مما كان.
- قصيدة في شعب الإيمان.
- قصيدة في مراتب الوحي.
- جواب لأمير المؤمنين سليمان عن مسألة الكسب وخلق أفعال العباد.
- شرح كتاب الإيمان من الإحياء للغزالي.
- شرح كتاب العلم من الإحياء.

### فيالتصوفوالأخلاق
- شرح الصلاة المشيشية.
- شرح الحكم العطائية.
- شرح نصيحة أبي العباس الهلالي.
- شرح كتاب العلم من الإحياء للغزالي.
- عقد نفائس الآلي في تحريك الهمم العوالي.

### فيالسيرة النبوية
- شرح على ألفية العراقي في السيرة.

بالإضافة إلى مؤلفات أخرى في المنطق والفلسفة وموضوعات مختلفة.

## مؤلفات عنه
- كتاب «الرؤية الصوفية عند الشيخ الطيب بن كيران: معالم وحقائق. وتحقيق كتابه: عقد نفائس اللَّآل في تحريك الهمم العَوال إلى السُّمُو إلى مراتب الكمال» تأليف: الأستاذ الدكتور مصطفى الحكيم.

## وفاته
توفي صبيحة يوم الجمعة السادس عشر من محرم الحرام عام 1227هـ/1812م، وكانت جنازته مشهودة، حضرها خلق كثير.